# Bramshall
Bramshall är en by i civil parish Uttoxeter Rural, i distriktet East Staffordshire, i grevskapet Staffordshire i England. Byn är belägen 17,2 km från Stafford. Orten har 644 invånare (2015). Bramshall var en civil parish fram till 1934 när blev den en del av Uttoxeter Rural och Uttoxeter. Civil parish hade 173 invånare år 1931. Byn nämndes i Domedagsboken (Domesday Book) år 1086, och kallades då Branselle.